# Mutuals de New York
Les Mutuals de New York (en anglais : New York Mutuals) sont un club de baseball fondé en 1857 à New York et qui met fin à ses activités en 1876. 

## Histoire
Le club est fondé à New York en 1857 au sein d'une caserne de pompiers, la Mutual Hook & Ladder Co. N°1. Membres de la National Association of Base Ball Players depuis 1858, les Mutuals remportent le titre non officiel de 1858 puis s'imposent à nouveau en 1868 (31 victoires pour 10 défaites). 10 000 spectateurs assistent le 22 septembre 1868 au match décisif opposant les Mutuals aux Brooklyn Atlantics à l'Union Grounds de Brooklyn.
Comme nombre d'autres clubs, les Mutuals revendiquent également le titre controversé de 1870. 
En 1865, trois joueurs des Mutuals sont impliqués dans une affaire de matches truqués par des parieurs. Ils sont exclus de l'équipe mais reviennent quelques années plus tard. Cet incident n'a qu'un impact limité sur l'enthousiasme naissant pour le baseball.
Les Mutuals passent professionnels en 1869-1870 et cofondent la National Association of Professional Base Ball Players en 1871 puis la Ligue nationale en 1876. Ils ne remportent aucun titre dans ces ligues. À noter que ce furent les Mutuals qui signèrent le premier triple retrait en ligue majeure le 13 mai 1876 face aux Dark Blues de Hartford. Les Mutuals ne parviennent toutefois pas à terminer cette saison 1876 (21 victoires pour 35 défaites) et la franchise cesse ses activités.
En matière de stades, les Mutuals jouent d'abord à l'Elysian Fields d'Hoboken, comme nombre d'autres clubs new-yorkais. Ils déménagent à l'Union Grounds à Brooklyn en 1868 et s'installent durablement à Brooklyn où ils restent jusqu'en 1876 et leur abandon.

## Saison par saison
| Saison | Ligue           | Saison régulière | Saison régulière | Saison régulière | Saison régulière | Saison régulière | Saison régulière |
| Saison | Ligue           | Class.           | Vic.             | Déf.             | %Vic.            |                  |                  |
| 1871   | NAPBBP          | 5e               | 16               | 17               | 0,485            |                  |                  |
| 1872   | NAPBBP          | 3e               | 34               | 20               | 0,630            |                  |                  |
| 1873   | NAPBBP          | 4e               | 29               | 24               | 0,547            |                  |                  |
| 1874   | NAPBBP          | 2e               | 42               | 23               | 0,646            |                  |                  |
| 1875   | NAPBBP          | 6e               | 30               | 38               | 0,441            |                  |                  |
| 1876   | Ligue nationale | 6e               | 21               | 35               | 0,375            |                  |                  |